# Ryszewo (przystanek kolejowy)
Ryszewo – zlikwidowany przystanek kolejowy w Ryszewie w województwie zachodniopomorskim, w Polsce.